# Дружбинська сільська рада (Цілинний район)
Дру́жбинська сільська рада (рос. Дружбинский сельский совет) — сільське поселення у складі Цілинного району Алтайського краю Росії.
Адміністративний центр — село Дружба.

## Населення
Населення — 633 особи (2019; 644 в 2010, 749 у 2002).

## Склад
До складу сільської ради входять:
| Населений пункт | Населення, осіб (2002) | Населення, осіб (2010) |
| --------------- | ---------------------- | ---------------------- |
| Дружба, село    | 697                    | 638                    |
| Рупосово, село  | 52                     | 6                      |